# Герб Крижопільського району
Герб Крижопільського району — офіційний символ Крижопільського району, затверджений 22 травня 2012 року рішенням 10 сесії Крижопільської районної ради 6 скликання.
Автор — А. Ґречило.

## Опис
На червоному щиті срібний хрест, на який покладений синій щиток із золотим шістнадцятипроменевим сонцем з людським обличчям. Щит обрамований декоративним картушем i увінчаний золотою територіальною короною.